# Puss Gets the Boot
«Кот получает пинка» (англ. Puss Gets the Boot) — первая короткометражка в серии мультфильмов «Том и Джерри». Дата выпуска: 10 февраля 1940 года.
Был в числе кандидатов на получение премии «Оскар» в номинации «лучший короткометражный анимационный фильм» на 13-й церемонии вручения этой награды. Это открыло серию из 7 побед и 13 номинаций различных мультфильмов серии «Том и Джерри».

## Сюжет
Кот по имени Джаспер (в следующих эпизодах — Том) с большим удовольствием мучает мышонка по имени Джинкс (в следующих эпизодах — Джерри), пытающегося убежать от Джаспера, в то время как тот продолжает держать мышонка за хвост, чтобы тот никуда не убежал. Мышонок всё же освобождается, но чуть не попадает в рот Джаспера, и убегает.
Потом Джаспер рисует чернилами мышиную нору на стене и ставит знак «ДОМ, ЛЮБИМЫЙ ДОМ», чтобы надуть мышонка, входящего в неё. Мышонок бьётся о нарисованную норку, пока не теряет сознание. Джаспер оживляет его, используя воду из аквариума с рыбками, и подбирает его. Медленно осознав ситуацию, мышонок тыкает кулаком Джасперу в глаз; тот, зашипев от боли, упускает мышонка. Рассерженный кот гонится за мышонком и случайно врезается в греческую колонну, разбивая её вместе с цветочным горшком, стоявшим на ней. Мамочка-Два-Тапочка входит в комнату и ругает Джаспера за разбитую колонну и предупреждает, что если Джаспер ещё что-нибудь разобьёт, то она выгонит его из дома.
Кот скулит, а Джинкс посмеивается над ним, призывая его снова погнаться за ним. Вдруг Джаспер видит, как Джинкс свешивает бокал над краем стола и отступает, опасаясь попасть в беду при виде яростной Мамочки, уходящей с остатками разбитого цветочного горшка. Джинкс кладёт бокал обратно на стол, и Джаспер мчится к нему. Но мышонок сдерживает Джаспера, угрожая снова бросить бокал. Затем Джинкс бросает бокал, и Джаспер мчится, чтобы поймать его. Джинкс бросает ещё посуду, и Джаспер ловит её. Пока Джинкс готовит последний бокал, Джаспер раскладывает на полу кучу подушек. Джинкс снова пытается унизить Джаспера, сбрасывая бокал, но тот остаётся нетронутым, приземлившись на постеленные подушки.
Джинкс пытается убежать, но Джаспер ловит его за хвост. Джинкс молится о спасении: «Спаси душу господу врачу. Если я умру, возьмёт, возьмёт её к себе. Аминь.» («Now I lay me down to sleep. I pray the Lord my soul to keep. If I should die before I wake, I hope and hope my soul He’ll take. Amen.») Джаспер непреднамеренно бросает Джинкса на полку, где мышонок убегает и начинает сбрасывать на кота тарелки, которые тот успешно ловит. Уставая от неустойчивого груза из пойманных тарелок, Джаспер боязливо наблюдает за Джинксом, удачно сбрасывающим последнюю тарелку на пол. Мамочка снова направляется в комнату, собираясь выгнать кота. Джинкс успевает поплавать в молоке из миски Джаспера, использовать его хвост как полотенце и, наконец, пинает кота под зад. Джаспер сотрясается и роняет все тарелки, а разгневанная Мамочка выгоняет Джаспера из дома, закрыв дверь. Джинкс машет вслед коту, показывает язык, ставит знак «ДОМ, ЛЮБИМЫЙ ДОМ» перед своей норой и входит в неё.

## Создание
В Puss Gets the Boot впервые появились кот Том и мышонок Джерри. В 1939 году Джозеф Барбера и Уильям Ханна объединились в мультипликации. Их первой совместной идеей была серия мультфильмов о коте и мыши. Они создали мультфильм, но когда работали над темой мультсериала, после выпуска короткометражки глава мультипликационного отделения MGM Фред Куимби попросил их найти другие темы, считая, что мультфильмы на тему «кошки-мышки» старые и скучные. Однако после успеха мультфильма, первой номинации на премию «Оскар» и письма для очень важного дистрибьютора в Техасе с просьбой «больше прекрасных и восхитительных мультфильмов на тему „кошки-мышки“», Фред Куимби изменил своё мнение.
Puss Gets the Boot был режиссирован, нарисован и написан Ханной и Барберой, но они отдали должное своему близкому другу: учителю мультипликации Рудольфу Айзингу, который на самом деле просто просмотрел его и разрешил выпуск короткометражного мультфильма.
Первоначально созданный как отдельный мультфильм, Puss Gets the Boot был настолько популярен среди зрителей, что MGM заказала дополнительные мультфильмы от Ханны и Барберы. Это было со вторым выпуском The Midnight Snack, где персонажи были названы «Том и Джерри».
Puss Gets the Boot был номинирован на «Оскар», проиграв другому мультфильму MGM, The Milky Way.
Имея продолжительность в 9 минут с хвостиком, Puss Gets the Boot является самым длинным мультфильмом в серии «Том и Джерри». Имена в мультфильме также отличаются от более поздних эпизодов в серии, персонажей назвали Томом и Джерри в честь одноимённого рождественского коктейля; в Puss Gets the Boot мышонок Джерри не называется по имени (хотя, согласно сценарию, его звали Джинксом — англ. Jinx), а кот Том в первый и единственный раз в мультфильмах носит имя Джаспер (англ. Jasper).

## Факты
- Эта короткометражка — самая длинная в серии мультфильмов.
- Эта короткометражка одна из немногих, у которых на мировом телевидении показывается оригинальная заставка.
- Том в этой короткометражке предстаёт как вполне обычный кот, без человеческих черт: он передвигается на четырёх лапах, издает обычное кошачье мяуканье и т. п. Кроме того, в первых нескольких короткометражках у него немного нехарактерная, отличающаяся от традиционной для сериала внешность (в частности, широкий нос и скруглённые уши).
- В этой короткометражке кота называют не Томом, а Джаспером. Мышонка по сценарию звали Джинксом, однако в самом мультфильме его имя ни разу не упоминается.
- Джун Форей переозвучила Мамочку-Два-Тапочка для показа на канале Cartoon Network[6].
- Это первое появление актёра Кларенса Нэша в качестве голоса для Тома, однако сам Кларенс Нэш в титрах не указан.
- Это первый мультфильм из цикла, который был снят Уильямом Ханной и Джозефом Барберой в мультипликационном отделении компании Metro-Goldwyn-Mayer.
- Оригинальное название Puss Gets the Boot (букв. Кот Получает Сапог) содержит скрытую отсылку к названию сказки Шарля Перро «Кот в сапогах» (англ. Puss in Boots).